# Вівсянська сільська рада (Козівський район)
Ві́всянська сільська́ ра́да — адміністративно-територіальна одиниця та орган місцевого самоврядування в Козівському районі Тернопільської області. Адміністративний центр — село Вівся.

## Загальні відомості
- Територія ради: 0,219 км²
- Населення ради: 900 осіб (станом на 2001 рік)

## Населені пункти
Сільській раді були підпорядковані населені пункти:
- с. Вівся

### Колишні населені пункти
- хутір Тригубів, виключений з облікових даних у зв'язку з переселенням жителів

## Склад ради
Рада складалася з 12 депутатів та голови.
- Голова ради: Рега Ольга Вікторівна
- Секретар ради: Олійник Світлана Іванівна

### Керівний склад попередніх скликань
| Прізвище, ім'я, по батькові | Основні відомості                                                 | Дата обрання | Дата звільнення |
| --------------------------- | ----------------------------------------------------------------- | ------------ | --------------- |
| Сербан Михайло Гілярович    | Сільський голова, 1957 року народження, безпартійний              | 26.03.2006   | 31.10.2010      |
| Мазурик Богдан Миколайович  | Сільський голова, 1970 року народження, освіта вища, безпартійний | 31.10.2010   | 09.09.2012      |
| Рега Ольга Вікторівна       | Сільський голова, 1979 року народження, освіта вища, позапартійна | 09.09.2012   |                 |

Примітка: таблиця складена за даними сайту Верховної Ради України

### Депутати
За результатами місцевих виборів 2010 року депутатами ради стали:

#### За суб'єктами висування
| Суб'єкт висування | Кількість обраних депутатів | %   |
| ----------------- | --------------------------- | --- |
| Самовисування     | 12                          | 100 |

#### За округами
| № округу | Прізвище, ім'я, по батькові     | Дата визнання обраним | Освіта             | Партійна приналежність | Відомості про обраного депутата                           |
| -------- | ------------------------------- | --------------------- | ------------------ | ---------------------- | --------------------------------------------------------- |
| 1        | Сачик Богдан Михайлович         | 26.05.2013            | незакінчена вища   | позапартійний          | Вівсянська сільська рада, секретар                        |
| 2        | Вуйцвик Андрій Богданович       | 01.11.2010            | вища               | позапартійний          | тимчасово не працює                                       |
| 3        | Гуменний Василь Львович         | 26.05.2013            | незакінчена вища   | позапартійний          | Бережанський агро-технічний інститут, студент             |
| 4        | Бойко Юрій Леонідович           | 26.05.2013            | незакінчена вища   | позапартійний          | Тернопільський національний економічний інститут, студент |
| 5        | Олійник Світлана Іванівна       | 01.11.2010            | середня спеціальна | позапартійна           | Сільська рада, секретар                                   |
| 6        | Гуменний Володимир Львович      | 01.11.2010            | вища               | позапартійний          | Політехнічний інститут, студент                           |
| 7        | Грабовська Галина Іванівна      | 01.11.2010            | середня спеціальна | позапартійна           | тимчасово не працює                                       |
| 8        | Ятва Надія Іванівна             | 01.11.2010            | середня спеціальна | позапартійна           | Сільська рада, бухгалтер                                  |
| 9        | Грабовський Назарій Миколайович | 01.11.2010            | середня            | позапартійний          | тимчасово не працює                                       |
| 10       | Меленчук Андрій Андрійович      | 01.11.2010            | вища               | позапартійний          | Політехнічний інститут, студент                           |
| 11       | Сербан Віталій Михайлович       | 01.11.2010            | вища               | позапартійний          | Політехнічний інститут, студент                           |
| 12       | Сачик Андрій Михайлович         | 01.11.2010            | середня спеціальна | позапартійний          | тимчасово не працює                                       |